# 朱由模 (明懷王)
朱由模（1610年—1615年），中國明朝明光宗朱常洛第四子、李康妃（时为太子选侍）所生。
朱由模生于万历三十八年十月十六日，五歲早薨，崇祯年間被弟弟崇祯帝追封為懷惠王。